# 过云楼

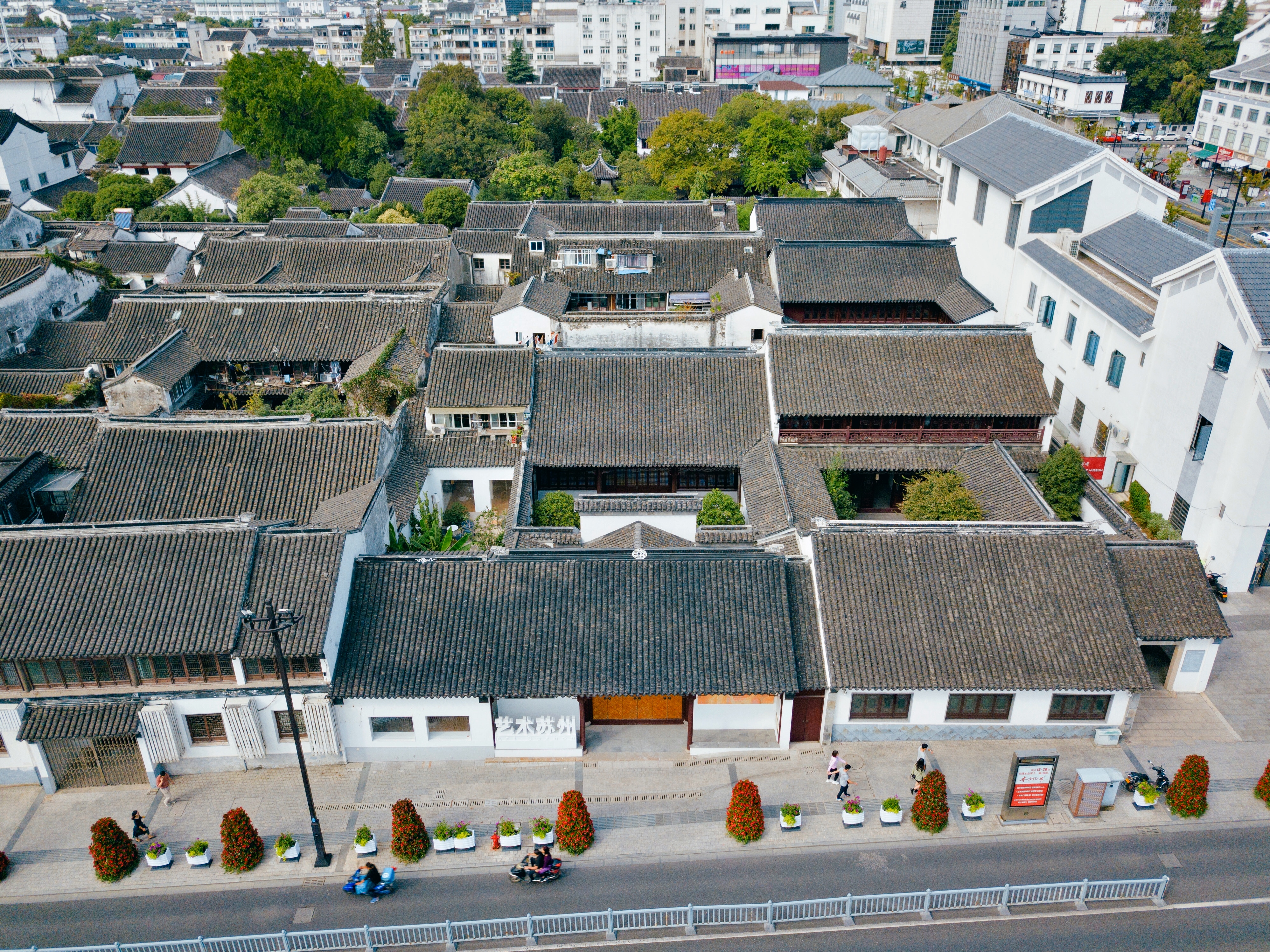
过云楼全景

过云楼是江南私家藏书楼，位于苏州市干将路，素有“江南收藏甲天下，过云楼收藏甲江南”之称，现为苏州市文物保护单位。

## 起源
过云楼藏书源自清末官员顾文彬、顧承父子的一批書画收藏。时值乱世，許多私人珍藏都急于转手變現，顧文彬父子藉此機會收购了大量珍贵字画，这些字画的存在奠定了过云楼藏品的基础。过云楼在顾鹤逸的管理下聲名漸立，又经过六代人150年的传承，成为集宋元古椠、精写旧抄、明清佳刻、碑帖印谱擁有800余种藏品的大型藏書楼，楼中宋元旧刻、精写旧抄本、明清精刻本、碑帖印谱等藏品琳琅满目，数不胜数。
2015年過雲樓經過修葺重新開放。

## 规模
过云楼藏书包括珍贵的宋版书2部（宋版《锦绣万花谷》前、后集，宋杜大桂编纂的《皇朝名臣续编碑传婉琰集》）、元刻书3部（元胡一桂撰《周易启蒙传三篇外传一篇》，元黄瑞节附录《易学启蒙朱子成书》，元太监王公编《针灸资生经》七卷）。此外，这批藏书中还有清代黄丕烈、顾广圻、鲍廷博等名流大家的批校手迹。其中最为难得的是，自清朝以来就在藏书界极负盛名的宋刻《锦绣万花谷》。《锦绣万花谷》于南宋淳熙十五年刊刻发行，为南宋大型类书，也是目前已知海内外最大部头的宋版书。此书作者遍集個人博覽學識，按通晓的知识分门别类，汇编而成。这部“宋代的百科全书”成為已知的百科全书的最早年代藏書。

## 收藏情况
1992年，江苏省南京图书馆花費40萬元购得过云楼藏书共计541部3707册，覆盖了经、史、子、集四大類，几乎涵盖了所有的纸本古籍类型。其中包含9部宋刻本以及大量批校题跋本、四库底本、稿本、抄本、拓本、钤印本、活字印本、套印本，甚至一些来自朝鲜和日本的刻本，此舉跨越宋元明清年代，拥有较长的时间跨度。
2012年6月4日，北京匡时拍卖夜场举槌开拍《锦绣万花谷》。江苏凤凰传媒集团以2.162亿元人民币成交价购得四分之一的藏書，创下中国古籍拍卖的世界纪录。
2012年9月，部分“过云楼藏书”于台北“第八届海峡两岸图书交易会”上展出，吸引了台湾各界的高度关注，成为展会亮点之一。
2012年12月12日至14日，約佔樓藏四分之一的“过云楼藏书”在南京市规划建设展览馆公開免费展出。